# My Generation: The Very Best of the Who
My Generation: The Very Best of The Who är ett samlingsalbum från 1996 av den brittiska rockgruppen The Who.

## Låtlista
Samtliga låtar skrivna av Pete Townshend, om annat inte anges.
1. "I Can't Explain" - 2:04
2. "Anyway, Anyhow, Anywhere" (Roger Daltrey/Pete Townshend) - 2:40
3. "My Generation" - 3:18
4. "Substitute" - 3:47
5. "I'm a Boy" - 2:36
6. "Boris the Spider" (John Entwistle) - 2:27
7. "Happy Jack" - 2:11
8. "Pictures of Lily" - 2:45
9. "I Can See for Miles" - 4:21
10. "Magic Bus" - 3:15
11. "Pinball Wizard" - 3:00
12. "The Seeker" - 3:22
13. "Baba O'Riley" - 5:07
14. "Won't Get Fooled Again" - 8:32
15. "Let's See Action (Nothing Is Everything)" - 4:02
16. "5:15" - 4:49
17. "Join Together" - 4:22
18. "Squeeze Box" - 2:40
19. "Who Are You" - 5:02
20. "You Better You Bet" - 5:37